# Z-40

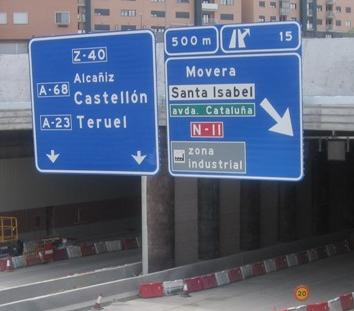
La Z-40 a su paso por el enlace con la AP-2 y la N-2 al noreste de la ciudad.

El Cuarto Cinturón o Z-40 es una autovía de circunvalación construida para aligerar el tráfico del centro urbano de Zaragoza y servir como vía de distribución a las autovías que la comunican.
Consta de tres rondas:
Ronda Sur
La  Z-40  parte del kilómetro 312 de la  A-2 , al suroeste de Zaragoza, a la altura de la feria de muestras y de PLAZA, conecta con la  A-23 , autovía Mudéjar, dirección Valencia. Más adelante tiene un desvío con la  A-68  (autovía del Ebro) en dirección Castellón. Bordea los barrios de Valdespartera, Casablanca, Torrero y San José de Zaragoza. Tiene un recorrido de 12 km.
Ronda Este
Posteriormente se encuentra un nuevo tramo, la llamada Ronda Este, que comienza atravesando el río Ebro por un puente de 400 metros de longitud y más adelante transcurre por debajo del barrio de Santa Isabel a través de un falso túnel. A la salida del túnel se encuentra un desvío hacia la  A-23  dirección Huesca, hacia la  A-2  dirección Barcelona y hacia la Ronda Norte ( Z-40 ). La Ronda Este dispone de dos carriles por sentido, con una posible ampliación a tres en un futuro próximo y tiene un recorrido de 7.5 kilómetros. Entró en servicio en junio de 2008, cerrando el anillo de circunvalación de Zaragoza.
Ronda Norte
Este tramo aprovecha la  A-2 . Circunvala Zaragoza por el norte, bordeando el barrio del Actur y conectando con el recinto de la Expo 2008. Cruzando el río Ebro se encuentra el desvío con la  A-68  dirección Logroño y Bilbao y más adelante, llegamos a la salida para coger el inicio a la  Z-40  dejando la  A-2  dirección Madrid. Consta de 15 kilómetros y recientemente ha sido ampliado, pasando a tener 3 carriles por sentido, y calzadas laterales de dos carriles cada una. Se trata de una vía muy transitada que además soporta el flujo de viajeros que hacen el trayecto Madrid-Barcelona.
El Cuarto Cinturón está concebido como el perímetro de la capital zaragozana, aunque ya hay estudios sobre un futuro Quinto cinturón  Z-50  (actualmente hay un tramo construido, se llama  ARA-A1 ) debido a la gran expansión que está experimentando Zaragoza en los últimos años.
Debido a las obras de tranvía de Zaragoza, muchos conductores han optado por usar esta vía circunvalatoria para evitar atascos en el centro urbano y el flujo de tráfico que soporta esta vía ha aumentado exponencialmente.

## Salidas
| Número de Salida           | Nombre de Salida                                            | Carretera que enlaza |
| -------------------------- | ----------------------------------------------------------- | -------------------- |
| 312 (sentido antihorario)  | La Almunia de Doña Godina - Madrid                          | E-90 A-2             |
| 313 (sentido antihorario)  | PLAZA - feria de muestras - Aeropuerto                      | A-120                |
| 314A (sentido horario)     | Aeropuerto - Miralbueno - Garrapinillos                     | N-125                |
| 314B (sentido horario)     | Carretera de Logroño - Avenida de Navarra - Zona Industrial | N-232                |
| 317A (sentido antihorario) | Carretera de Logroño - Zona Industrial                      | N-232 N-122          |
| 317B (sentido antihorario) | Carretera de Logroño - Avenida de Navarra                   | N-232                |
| 317C (sentido antihorario) | Aeropuerto - Miralbueno - Garrapinillos                     | N-125                |
| 318 (sentido antihorario)  | Estación de Delicias - El Portillo                          |                      |
| 319 (sentido antihorario)  | Logroño - Pamplona - Soria                                  | E-804 A-68 N-122     |
| 320 (sentido horario)      | Avenida de Ranillas - Campus Río Ebro                       |                      |
| 321 (sentido antihorario)  | Avenida de Ranillas - Campus Río Ebro                       |                      |
| 322A (sentido horario)     | Avenida de los Pirineos - El Pilar                          |                      |
| 322B (sentido horario)     | San Gregorio - Parque Goya                                  | N-330                |
| 322 (sentido antihorario)  | Zaragoza Carretera de Huesca - El Pilar                     | N-330                |
| 324 (sentido horario)      | Ronda Hispanidad - Mercazaragoza                            | Z-30                 |
| 325 (sentido antihorario)  | Ronda Hispanidad - Mercazaragoza                            | Z-30                 |
| (sentido horario)          | Alfajarín - Lérida - Barcelona                              | E-90 A-2             |
| 326 (sentido horario)      | Sariñena - vía de servicio Huesca                           | A-126 E-7 A-23       |
| (sentido antihorario)      | Zuera - Huesca                                              | E-7 A-23             |
| 14B (sentido antihorario)  | Alfajarín - Lérida - Barcelona                              | E-90 A-2             |
| 15                         | Movera - Santa Isabel - Avenida Cataluña - zona industrial  | N-2                  |
| 20                         | Avenida Cesareo Alierta Alcañiz - Castellón de la Plana     | A-68                 |
| 22                         | Ronda Hispanidad                                            | Z-30                 |
| 23                         | Puerto Venecia (Zaragoza) Torrero - La Paz                  | Z-30                 |
| 28A (sentido horario)      | Cariñena - Teruel                                           | A-23                 |
| 28B (sentido horario)      | Valdespartera - Avenida Gómez Laguna                        |                      |
| 29 (sentido antihorario)   | Valdespartera - Avenida Gómez Laguna Cariñena - Teruel      | A-23                 |
| 31                         | Arcosur                                                     |                      |
| 33A (sentido horario)      | Ronda Hispanidad                                            | Z-30                 |
| 33B (sentido horario)      | Madrid - PLAZA - feria de muestras                          | A-2 E-90             |